# Helegonatopus formosus
Helegonatopus formosus är en stekelart som först beskrevs av Mercet 1919.  Helegonatopus formosus ingår i släktet Helegonatopus och familjen sköldlussteklar. Inga underarter finns listade i Catalogue of Life.